# 1105

سنة 1105 كانت سنة بسيطة تبدأ يوم الأحد (سوف يظهر الرابط التقويم الكامل للعام) حسب التقويم اليولياني.

## مواليد
- ألفونسو السابع
- ابن طفيل
- الحافظ ابن عساكر

## وفيات
- فريدريش الأول دوق شوابيا
- فريدريك الأول، دوق شوابيا